# هري بور (باكستان)
ھری بور، خيبر باختونخوا (بالأردوية: ہری پور)‏ هي مستوطنة، في باكستان، تقع في قالب:Haripur, Pakistan ، وهي عاصمتها، بلغ عدد سكانها 804,000 نسمة وذلك حسب إحصائيات سنة 2017، تبلغ مساحتها 1,748 كيلومتر مربع، رمزها البريدي هو 22640.

## المناخ
يظهر الجدول التالي التغييرات المناخية على مدار السنة لهري بور:
| البيانات المناخية لـهري بور       | البيانات المناخية لـهري بور | البيانات المناخية لـهري بور | البيانات المناخية لـهري بور | البيانات المناخية لـهري بور | البيانات المناخية لـهري بور | البيانات المناخية لـهري بور | البيانات المناخية لـهري بور | البيانات المناخية لـهري بور | البيانات المناخية لـهري بور | البيانات المناخية لـهري بور | البيانات المناخية لـهري بور | البيانات المناخية لـهري بور | البيانات المناخية لـهري بور |
| الشهر                             | يناير                       | فبراير                      | مارس                        | أبريل                       | مايو                        | يونيو                       | يوليو                       | أغسطس                       | سبتمبر                      | أكتوبر                      | نوفمبر                      | ديسمبر                      | المعدل السنوي               |
| --------------------------------- | --------------------------- | --------------------------- | --------------------------- | --------------------------- | --------------------------- | --------------------------- | --------------------------- | --------------------------- | --------------------------- | --------------------------- | --------------------------- | --------------------------- | --------------------------- |
| متوسط درجة الحرارة الكبرى °م (°ف) | 17 (62)                     | 18 (64)                     | 23 (73)                     | 28 (82)                     | 34 (93)                     | 39 (102)                    | 37 (98)                     | 34 (93)                     | 33 (91)                     | 30 (86)                     | 24 (75)                     | 19 (66)                     | 28 (82)                     |
| متوسط درجة الحرارة الصغرى °م (°ف) | 3 (37)                      | 5 (41)                      | 10 (50)                     | 14 (57)                     | 18 (64)                     | 24 (75)                     | 24 (75)                     | 23 (73)                     | 20 (68)                     | 14 (57)                     | 9 (48)                      | 4 (39)                      | 14 (57)                     |
| الهطول مم (إنش)                   | 74 (2.9)                    | 100 (4.1)                   | 120 (4.9)                   | 100 (4.1)                   | 74 (2.9)                    | 76 (3)                      | 250 (9.7)                   | 240 (9.6)                   | 97 (3.8)                    | 51 (2)                      | 30 (1.2)                    | 48 (1.9)                    | 1٬270 (49.9)                |
| المصدر: Weatherbase               |                             |                             |                             |                             |                             |                             |                             |                             |                             |                             |                             |                             |                             |

## أعلام
- محمد أيوب خان